# احتجاجات فيروس كورونا في أستراليا

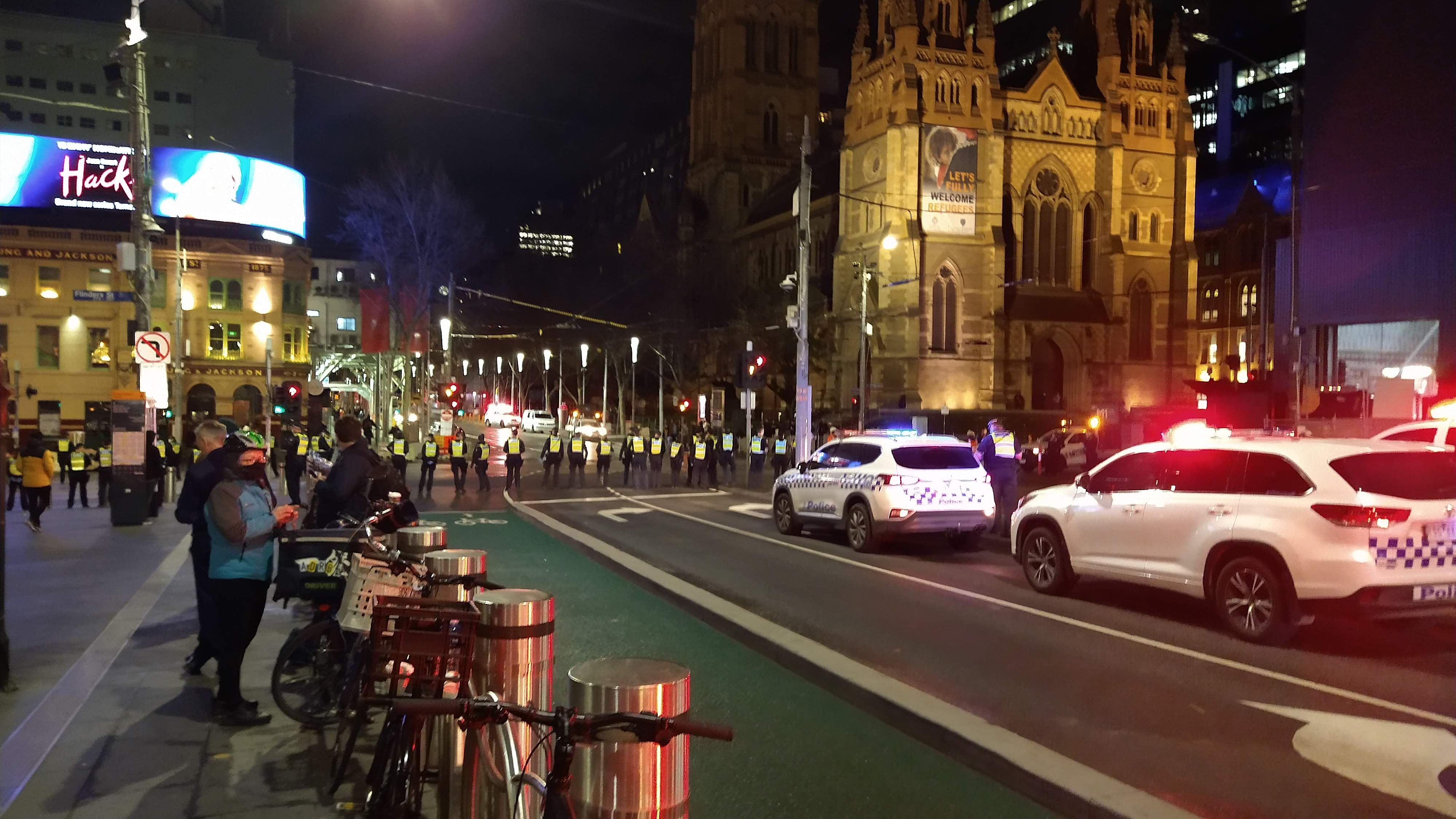
الشرطة في ملبورن في الإغلاق السادس

اندلعت احتجاجات على التصدي لوباء كوفيد-19 في جميع أنحاء العالم. وكانت هنالك عدة احتجاجات ضد عمليات الإغلاق والقيود الأخرى، التي فرضتها الحكومة الأسترالية، وحكومات الولايات؛ للتصدي لانتشار الوباء في أستراليا منذ عام 2020. إذ كان بعض المشاركين في الاحتجاجات ضد التطعيمات، بينما شارك آخرون أيضًا في نظريات مؤامرة مختلفة، أو معلومات مغلوطة عن الفايروس. نُظِمتْ احتجاجات في العديد من عواصم الولايات، وكان مُعظمها في سيدني وملبورن. في حين كانت بعض الاحتجاجات سلمية، وانتهى بعضها الآخر باشتباكات بين المتظاهرين والشرطة. إذ أصدرت الشرطة الأسترالية غرامات بحق المحتجين؛ لخرقهم قيود الإغلاق.

## الاحتجاجات

### في الشأن الوطني
2020
في الثاني من سبتمبر 2020، ألقِي القبض على امرأة تبلغ من العمر 28عامًا، بتهمة تنظيم احتجاج ضد الإغلاق على وسائل التواصل الاجتماعي. أعربَ مساعد مفوض شرطة فيكتوريا لوك كورنيليوس عن غضبه؛ لوجود أشخاص في المجتمع يعتقدون أنّ ترك المنزل والاحتجاج الجماعي خلال تفشي الوباء القاتل فكرة سديدة.
في الخامس من سبتمبر 2020، نَظم المتظاهرون المناهضون للإغلاق احتجاجًا على يوم الحرية «Free day» في ملبورن وعبر أستراليا. إذ تَجمع المئات من المتظاهرين في ضريح الذكرى في ملبورن، وساروا إلى بحيرة ألبرت بارك. وذكر بيان للشرطة أنّ ضباط شرطة فيكتوريا اعتقلوا 17 شخصًا، ومنهم شخص واحد ألقي القبض عليه لاعتدائه على ضابط شرطة، وصدرت 160 غرامة؛ بسبب الإخلال بالتوجيهات.
في 12 و13 سبتمبر 2020، نَظم المتظاهرون المناهضون للإغلاق المزيد من مسيرات الحرية يومي السبت والأحد في سوق الملكة فيكتوريا في ملبورن. وفي يوم الأحد، قوبل المتظاهرون بوجود كثيف للشرطة، متضمنةً شرطة مكافحة الشغب والشرطة المتصاعدة. إذ اندلعت الاشتباكات مع إلقاء القبض على المتظاهرين، إذ صُوِر ضابط شرطة، وهو يضع رُكبته بالقرب من عنق أحد المتظاهرين، بينما قُيد ضباط آخرون يديه. وفي يوم السبت، ألقت شرطة فيكتوريا القبض على 14 شخصًا، وأصدرت 50 غرامة، وفي يوم الأحد، ألقي القبض على 74 شخصًا، وفرضت غرامة على 176 شخصًا. تُظهِرُ أشرطة الفيديو والصور شرطة فيكتوريا، وهي تحيط بالمحتجين بالقرب من سوق الملكة فيكتوريا وتطارد المتظاهرين.
في 19 سبتمبر 2020، نَظم نحو 100 متظاهر من المناهضين للإغلاق احتجاجًا في مكتبة الدولة في ملبورن، وبعد ذلك، انتقلوا إلى متنزه في إلوود. مشى المتظاهرون على طول الطريق إلى أنْ فرّقتهم الشرطة، وألقت القبض على 16 محتجًا؛ بتهمة خرق التوجيهات.
2021
في 20 فبراير 2021، نُظِمت مسيرات لمناهضة لقاح كوفيد-19 في أديلايد، وبريسبان، وملبورن، وبيرث، وسيدني. إذ كان هناك بضع مئات من الناس في كُلٍ منها. إذ تزامنت هذه الاحتجاجات مع برنامج التطعيم ضد كوفيد-19، التابع للحكومة الاتحادية الأسترالية، الذي كان من المقرر أنْ يبدأ في 22 فبراير.
في 24 يوليو 2021، وقعت احتجاجات أخرى ضد الإغلاق في العديد من عواصم الولايات الأسترالية، وكان من بينها ملبورن وسيدني، وألقِي القبض على عدة أشخاص، وأصدر 90 إخطارًا بالمخالفة، واتهم 57 شخصًا، وفي العاصمة بريسبان، لم تلقي الشرطة القبض على الأشخاص، ولم تفرض عليهم غرامات لعدم ارتدائهم الكمامات. خلال احتجاج سيدني، لفت أحد المحتجين انتباه وسائل الإعلام بعد لكمه حصان شرطة نيو ساوث ويلز يُدعى توبروك.
في 21 أغسطس 2021، كان هناك المزيد من الاحتجاجات المناهضة للإغلاق في معظم عواصم الولايات. احتج أكثر من 4000 شخص في ملبورن، واعتقل أكثر من 200 شخص، ونُظِمت احتجاجات أصغر في أديليد، وبريزبان، وداروين، وبيرث، وسيدني. وفي سيدني، قابل الإحتجاج ردًا من الشرطة عبر أكثر من 1500 ضابطًا، وحواجز على الطرق الرئيسية في المنطقة التجارية المركزية. دخل نحو 250 شخصًا المدينة، وألقي القبض على أكثر من 45 شخص. أحد منظميها الرئيسيين وهو رجل فكتوري يبلغ 29 عامًا، سُجن في نيو ساوث ويلز مدة تصل إلى 8 أشهر في 20 أغسطس؛ لخرقهِ أوامر الصحة العامة بالسفر إلى سيدني من كوينزلاند. اعتقلت شرطة فيكتوريا 218 شخصًا، وأصدرت أكثر من 200 غرامة تصل قيمة كل منها إلى أكثر من 5400 دولار أسترالي (3850 دولارًا أمريكيًا). في نيو ساوث ويلز، اعتقلت الشرطة 47 شخصًا، وغرمت أكثر من 260، رداً على مظارات على مستوى الولاية، ونَظم أكثر من 2000 شخص احتجاجًا سلميًا واسعًا في بريسبان.
في 29 أغسطس 2021، حاول سائقو الشاحنات إغلاق الطرق السريعة الرئيسية بشاحناتهم عبر البلد، إذ كانت بعض الاحتجاجات ناجحة أكثر من غيرها.